# Gonatium cappadocium
Espèce
Gonatium cappadocium est une espèce d'araignées aranéomorphes de la famille des Linyphiidae.

## Distribution
Cette espèce est endémique de Turquie.

## Publication originale
- Millidge, 1981 : A revision of the genus Gonatium (Araneae: Linyphiidae). Bulletin of the British Arachnological Society, vol. 5, no 6, p. 253-277.